# Sights & Sounds
Sights & Sounds ist eine kanadische Band.

## Geschichte
Sights & Sounds wurde an Silvester 2006 von den Brüdern Andrew (Gesang, Gitarre) und Joel Neufeld (Schlagzeug), Matt Howes (Bass) und Adrian Mottram (Gitarre) gegründet. Damit sind Mitglieder der Gruppen Comeback Kid, Sick City und Figure Four in der Band vertreten. Im selben Jahr erschien die selbstbetitelte Debüt-EP. Auf deren Veröffentlichung folgte eine Nordamerikatour. Dabei stand Sights & Sounds zusammen mit Bands wie Silverstein, Cancer Bats, Only Crime und Boys Night Out auf der Bühne.
Im Juli 2009 veröffentlichte die Band ihr Debütalbum Monolith über Redfield Records. Produziert wurde das Album von Devin Townsend. Laut.de hebt neben dessen Produktion die komplexen Arrangements und die Experimentierfreudigkeit der Titel hervor. Stilistisch prägend seien aggressives Riffing, ruhige, melodische Parts und Andrew Neufelds helle Gesangsstimme.
Nach einer weiteren EP erschien etwa zehn Jahre später über Munich Warehouse das zweite Album No Virtue.

## Stil
Die „melodische, liebevoll arrangierte“ Musik von Sights & Sounds bewegt sich zwischen Post-Hardcore und Punk.

## Diskografie
- 2009: Monolith (Redfield Records)
- 2019: No Virtue (Munich Warehouse)